# Caroline D'Amore
Caroline D'Amore (Los Ángeles, California, 9 de junio de 1984) es una actriz, DJ y personalidad radial estadounidense. D’Amore publicó un sencillo "Music Man" junto al DJ StoneBridge y dirige un programa radial en Skee 247 llamado Heartbeatz, con transmisiones en países como México, Líbano, Honduras, Francia, Chipre, Guatemala, Kenia, Australia, Brasil, Namibia, Colombia, entre otros.
D’Amore produjo la serie DJ Diaries with Caroline D’Amore, que sigue a algunos DJs alrededor del mundo y explora sus actividades en la industria de la música. Algunos DJs que han aparecido en el programa son Steve Aoki, 12th planet, Afrojack y Cedric Garvais.

## Filmografía
| Año  | Título             | Rol             | Notas           |
| ---- | ------------------ | --------------- | --------------- |
| 2004 | Ghost Game         | Rachel          | Directo a vídeo |
| 2007 | Daydreamer         | Rachel          |                 |
| 2008 | Perfectly Flawed   | Mujer loca      | Corto           |
| 2009 | Sorority Row       | Maggie Blaire   |                 |
| 2009 | Frat Party         | Adriana         |                 |
| 2010 | Rollers            | Tatum           |                 |
| 2013 | American Idiots    | Katie Jones     |                 |
| 2017 | Pizza with Bullets | Lisa Tortellini |                 |